# Эменике, Эммануэль
Не путать с другим нигерийским футбольным нападающим Эммануэлем Амунеке (род. 1970)
Эммануэ́ль Чине́нье Эмени́ке (англ. Emmanuel Chinenye Emenike; род. 10 мая 1987, Отуоча, Нигерия) — нигерийский футболист, игравший на позиции нападающего. Участник чемпионата мира 2014 года в составе сборной Нигерии.

## Клубная карьера

### Нигерия
Эменике начал свою футбольную карьеру в футбольном клубе «Дельта Форс». В этой команде форварду не платили, а потому он отправлялся на тренировки пешком, идя по полтора часа в каждую сторону.

### ЮАР
Он был переведён в Национальный Первый дивизион (в качестве второго дивизиона) команды «Мпумаланга Блэк Эйсиз» в январе 2008 года и дебютировал против «Динамо» 17 февраля 2008 года. Он забил свой первый гол с командой в дебютном матче, но «чёрные тузы» проиграли со счётом 2:4. Он забил за «Блэк Эйсиз» 3 гола в 7 матчах в 2008 году. Заработная плата Эммануэля в этой команде составляла около 350 евро.
В мае 2008 года перешёл в ФК «Кейптаун», за который провёл успешный сезон и забил 14 голов, после чего, в апреле 2009 года, получил травму.

### «Карабюкспор»
В 2009 году Эменике отправился в аренду в турецкий клуб «Карабюкспор», за который забил 16 голов в Первой лиге Турции, а его команда пробилась в турецкую Суперлигу. Эменике выиграл награду Лучший легионер года по итогам сезона 2009/10 и продлил с командой контракт на три года.
Эменике забил первый гол в своём дебютном матче в Суперлиге и тем самым помог «Карабюкспору» одержать победу со счётом 2:1 над «Манисаспором». В мае 2011 года он инициировал судебный процесс против газеты «Хабер Тюрк» за то, что она утверждала, что возраст Эменике на 9 лет отличается от возраста в его паспорте. Судебное дело он выиграл.

### «Фенербахче»
25 мая 2011 года Эменике присоединился к клубу «Фенербахче», подписав контракт сроком на 4 года. Сумма трансфера составила 9 млн евро. Но, когда Эменике узнал, что клуб могут лишить чемпионства и отправить в Первую лигу Турции за участие в договорных матчах, он покинул клуб. Во время расследования сам футболист 4 дня провёл в тюрьме за то, что в одной из игр его бывшего клуба «Карабюкспора» и «Фенербахче» он не вышел на поле, являясь лучшим снайпером своей команды и не будучи при этом травмированным. 4 декабря 2011 года Эммануэлю, который уже не выступал в Турции, и ещё 13-ти футболистам было предъявлено официальное обвинение.

### «Спартак» (Москва)

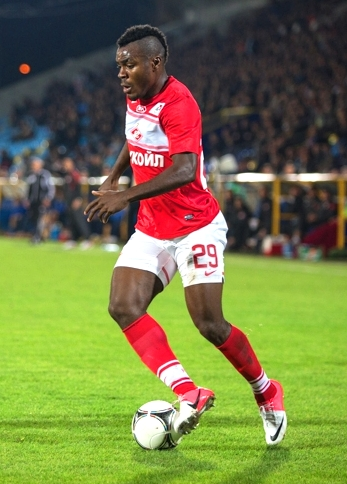
Эменике в составе «Спартака»

Московский «Спартак» давно интересовался Эменике и, узнав о турецком скандале, вступил в переговоры. 12 августа 2011 года Эменике подписал контракт с «красно-белыми», которые опередили казанский «Рубин» и «Атлетико Мадрид», также желавших видеть в своём составе нигерийца. Сумма сделки, по данным спортивного портала Чемпионат.сom, составила € 9 млн 400 тысяч. Эменике в первый же день в «Спартаке» был представлен на пресс-конференции и выбрал 29-й номер.
Дебют состоялся 14 августа во время матча 20-го тура чемпионата России 2011/12 против махачкалинского «Анжи», в котором «красно-белые» одержали уверенную победу 3:0. Эммануэль вышел на замену на 76-й минуте вместо Ари. В следующей игре против польской «Легии» в Лиге Европы Эменике вышел в стартовом составе команды. В матче 22-го тура чемпионата России между «Спартаком» и ЦСКА Эммануэль вышел на замену на 70-й минуте и через 5 минут дальним ударом сравнял счёт (2:2). Это был его первый гол за «Спартак». В двух своих следующих матчах чемпионата России (против «Крыльев Советов» 18 сентября и «Краснодара» 25 сентября) нигериец проводил на поле по 90 минут и в каждом матче забивал по мячу (при этом он пропустил матч 11 сентября против «Амкара»). Всего в 2011 году Эменике забил в чемпионате за «Спартак» 8 мячей в 11 играх.

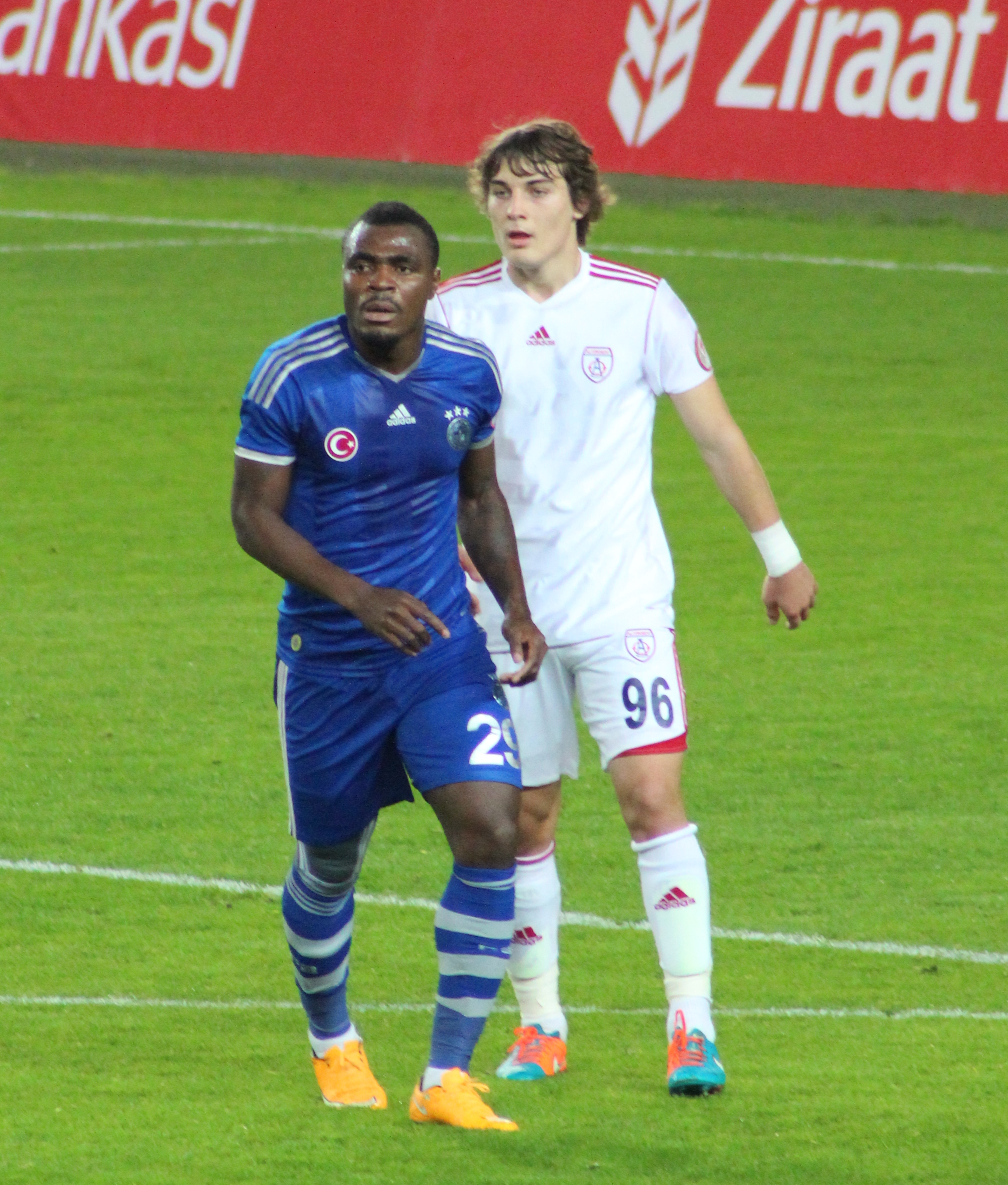
Эменике в составе «Фенербахче»

29 октября 2011 года Эммануэль сделал хет-трик в матче с «Локомотивом». Матч закончился со счётом 3:0 в пользу «красно-белых». Через три недели, 20 ноября, «Спартак» вновь встречался с «Локомотивом» в рамках чемпионата России, и Эменике снова принёс победу своей команде, забив два мяча («Спартак» победил 2:0). Таким образом, Эменике за два матча забил 5 мячей в ворота «Локомотива», тем самым повторив достижение Никиты Симоняна 1950 года. Тогда Симонян также забил пять мячей в двух матчах одного сезона в ворота «Локомотива».
В 2012 году в весенней стадии сезона 2011/12 Эменике стал основным нападающим «Спартака» в связи с травмой Веллитона. В первых 7 матчах в марте и апреле нигериец забил 4 мяча.
6 мая, забив гол в матче с «Зенитом», Эменике стал бить себя левой рукой по предплечью правой руки, за что арбитр встречи, Владимир Казьменко, показал форварду красную карточку. Эммануэль сказал, что просто скопировал жест Самуэля Это’О, который таким образом праздновал голы, забитые им в составе «Барселоны». Любопытно, что в африканских племенах подобный жест означает: «благодарность предкам за данную мне кровь» и не несёт негативного оттенка. «Спартак» подал протест на удаление футболиста. Контрольно-дисциплинарный комитет Российского футбольного союза отказался рассматривать эпизод и переложил ответственность за решение на Комитет по этике. Комитет по этике посчитал, что в действиях футболиста не было оскорбительных проявлений и красная карточка незаслуженна, однако из-за того, что данный орган, как и любой другой в РФС, не имеет права отменять карточки футболистов, Эммануэль был вынужден пропустить следующий матч. Всего за сезон нигериец провёл 22 матча в которых забил 13 голов.
25 июня Эменике подписал 4-летний контракт со «Спартаком» на новых условиях.
21 июля 2012 года в первом туре чемпионата России 2012/13 против «Алании», Эммануэль забил один из самых быстрых голов в истории российского первенства, послав мяч в ворота владикавказского клуба уже на 10-й секунде. 21 августа в квалификационном раунде плей-офф Лиги чемпионов, против турецкого «Фенербахче», Эменике забил своему бывшему клубу, а «Спартак» победил 2:1. 2 октября 2012 года, во втором туре Лиги чемпионов, забил два мяча в ворота шотландского «Селтика». Однако «красно-белые» уступили — 2:3.

### Возвращение в «Фенербахче» и аренды

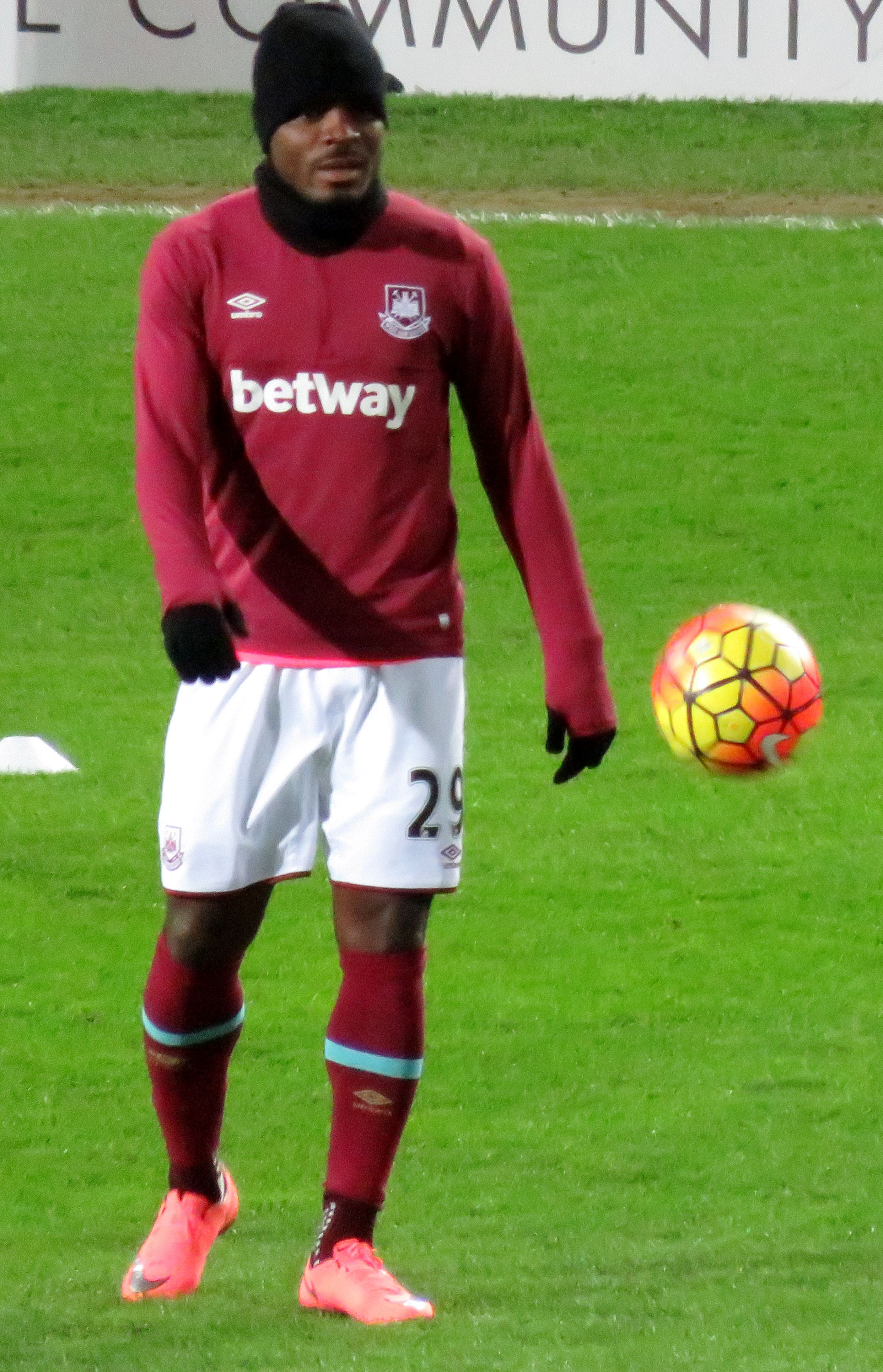
Эменике в составе Вест Хэм Юнайтед

7 августа 2013 года Эменике вернулся в «Фенербахче». «Спартак» продал 26-летнего нападающего за € 13 млн. 17 августа в поединке против «Коньяспора» Эммануэль дебютировал в турецкой Суперлиге. Первый сезон для Эменике получился удачным, он стал чемпионом Турции и с двенадцатью голами стал вторым после Муса Сова бомбардиром команды. Во втором сезоне Эммануэль, несмотря на постоянное место в основе, забил всего четыре мяча.
Летом 2015 года руководство приняло решение отдать Эменике в аренду, его новым клубом стал «Аль-Айн» из ОАЭ. 13 сентября в матче против «Аль-Васла» он дебютировал в Лиге стран Залива. В этом же поединке Эммануэль сделал «дубль», забив свои первые голы за новый клуб. В целом время, проведённое в ОАЭ, Эменике провёл результативно, в одиннадцати поединках отметившись семь раз.
31 января 2016 года перешёл в английский «Вест Хэм Юнайтед» на правах аренды с правом выкупа. 6 февраля в матче против «Саутгемптона» он дебютировал в английской Премьер-лиге, заменив во втором тайме Микела Антонио. Однако в Англии дела у нигерийца не заладились: ему не удалось стать игроком стартового состава, а свои единственные голы за клуб он забил 21 февраля, отметившись дублем в ворота «Блэкберн Роверс» в матче Кубка Англии.
Летом того же года после окончания срока аренды Эммануэль вернулся в «Фенербахче». 27 июля в отборочном матче Лиги чемпионов против французского «Монако» он сделал дубль. Эменике сумел занять место в стартовом составе команды, но высокую результативность вновь не демонстрировал. В декабре 2016 года главный тренер «Фенербахче» Дик Адвокат отстранил Эменике от основного состава команды за нарушение дисциплины.

### «Олимпиакос»
5 июля 2017 года было объявлено о переходе нападающего в «Олимпиакос». Трансфер обошёлся греческому клубу в 3,8 миллиона евро. 25 июля Эменике забил в первой же игре и помог «Олимпиакосу» одержать победу 3:1 над «Партизаном» в первом матче третьего отборочного раунда Лиги чемпионов.
С ноября 2017 года Эменике был отстранён от тренировочного процесса и должен был тренироваться в одиночку. Нападающий жаловался на небезопасность в своём доме, и клуб нанял дополнительную охрану, чтобы защитить его от угроз со стороны фанатов. 17 июля 2018 года Эменике разорвал контракт.

## Карьера в сборной

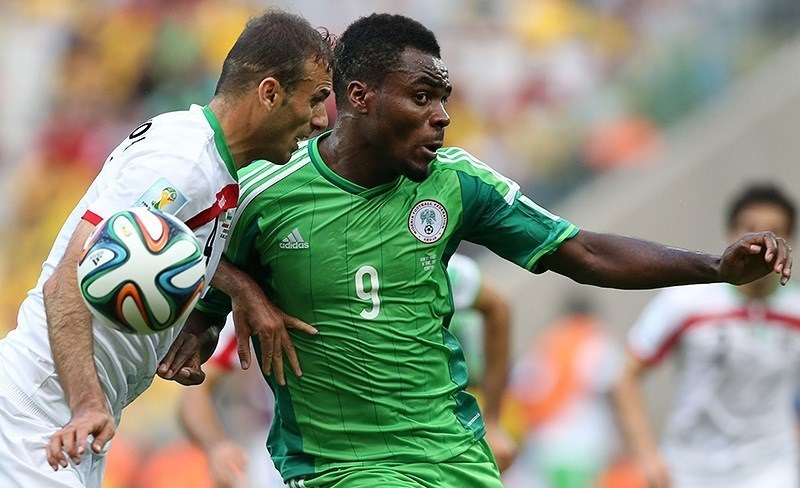
Эменике (справа) в составе сборной Нигерии на чемпионате мира 2014

Первый матч в футболке сборной Нигерии провёл 4 сентября 2010 года. Свой первый мяч за сборную забил 1 июня 2011 года в ворота команды Аргентины, встреча завершилась со счётом 4:1 в пользу африканской команды.

### Кубок африканских наций 2013
В январе 2013 года Эммануэль попал в заявку сборной на Кубок Африканских наций. 12 января в рамках подготовки к турниру в товарищеском матче против роттердамской «Спарты» Эменике забил победный мяч. 21 января в первом матче группового этапа Кубка африканских наций против сборной Буркина-Фасо Эммануэль забил гол. Во втором матче группового этапа против сборной Замбии Эммануэль забил свой второй мяч на турнире. 3 февраля во встрече 1/4 финала против сборной Кот-д’Ивуара нападающий забил победный мяч и помог Нигерии выйти в полуфинал. В полуфинале против сборной Мали Эменике поучаствовал в разгроме соперника, отдав голевой пас и забив один из мячей, помог национальной команде выйти в финал. В решающем матче Эменике так и не сыграл. Сборная Нигерии обыграла команду Буркина-Фасо со счётом 1:0. В результате форвард стал лучшим бомбардиром турнира (вместе с ганцем Мубараком Вакасо).

### Голы за сборную Нигерии
| #   | Дата             | Место                                        | Противник    | Счёт | Результат | Соревнование                     |
| --- | ---------------- | -------------------------------------------- | ------------ | ---- | --------- | -------------------------------- |
| 01. | 1 июня 2011      | Абуджа национальный стадион, Абуджа, Нигерия | Аргентина    | 4:1  | 4:1       | Товарищеский матч                |
| 02. | 21 января 2013   | Мбомбела (стадион), Мбомбела, ЮАР            | Буркина-Фасо | 1:0  | 1:1       | Кубок африканских наций 2013     |
| 03. | 25 января 2013   | Мбомбела (стадион), Мбомбела, ЮАР            | Замбия       | 0:1  | 1:1       | Кубок африканских наций 2013     |
| 04. | 3 февраля 2013   | Роял Бафокенг (стадион), Рюстенбург, ЮАР     | Кот-д’Ивуар  | 0:1  | 1:2       | Кубок африканских наций 2013     |
| 05. | 6 февраля 2013   | Мозес Мабида (стадион), Дурбан, ЮАР          | Мали         | 0:3  | 1:4       | Кубок африканских наций 2013     |
| 06. | 7 сентября 2013  | Эсуэн (стадион), Калабар, Нигерия            | Малави       | 1:0  | 2:0       | Чемпионат мира 2014 квалификация |
| 07. | 10 сентября 2013 | Ахмад Белло (стадион), Кадуна, Нигерия       | Буркина-Фасо | 4:1  | 4:1       | Товарищеский матч                |
| 08. | 13 октября 2013  | Аддис-Абеба (стадион), Аддис-Абеба, Эфиопия  | Эфиопия      | 1:1  | 1:2       | Чемпионат мира 2014 квалификация |
| 09. | 13 октября 2013  | Аддис-Абеба (стадион), Аддис-Абеба, Эфиопия  | Эфиопия      | 1:2  | 1:2       | Чемпионат мира 2014 квалификация |

## Личная жизнь
У Эменике большая семья. Большая часть из неё живёт в Отуоче, один из его братьев, Феликс, живёт в Мадриде. В своём родном городе Эммануэль занимается благотворительностью, помогая сиротам и малообеспеченным семьям.
В июне 2012 года неизвестные попытались похитить мать Эменике, но неудачно. После этого инцидента футболист перевёз свою семью из Отуочи в Лагос.
4 июля 2015 года Эммануэль сказал главному тренеру «Фенербахче» Витору Перейре, что отсутствовал на завтраке в столовой, так как соблюдает пост в месяц Рамадан, поскольку сменил религию и принял ислам, ранее форвард открыто заявлял, что является католиком.

## Факты
- Почти во всех командах Эммануэль играл под 29-м номером[45].

## Достижения
Клубные
 «Карабюкспор»
- Победитель Первой лиги Турции — 2009/10

 «Спартак» (Москва)
- Серебряный призёр чемпионата России — 2011/12

 «Фенербахче»
- Чемпион Турции — 2013/14
- Обладатель Суперкубка Турции — 2014

Международные
 Сборная Нигерии
- Обладатель Кубка африканских наций — 2013

Личные
- Лучший иностранный игрок турецкой Первой лиги 2009/10
- Включён в список 33 лучших футболистов чемпионата России: 2011/12 (№ 3)
- Лучший бомбардир Кубка африканских наций 2013
- Включён в символическую сборную Кубка африканских наций 2013